# Садовско кале
Садовско кале — небольшое позднеантичное укрепленное поселение, расположенное в 3,2 км к юго-востоку от деревни Садовец, община Долни Дабник, Болгария.
Крепость построена на крутом и каменистом левом берегу реки Вит в районе Студенец. Вместе с Кожухарско кале образует двойное укрепление, перегораживающее долину реки Вит. Две крепости соединены друг с другом Шарампольским валом. Перед валом вырыта глубокая траншея. Две крепости являются частью большой и сложной оборонительной системы, в которую также входят укрепленное поселение Големаново кале и крепость Гораново кале. Весь комплекс расположен на важном перекрестке римских дорог, ведущих с севера на юг и с запада на восток.
Крепость изучалась вместе с Големаново Кале по инициативе Германского археологического института в 1934—1937 годах в ходе регулярных археологических раскопок под руководством Ивана Велкова и Герхарда Берсу. В ходе раскопок были вскрыты крепостные стены и жилые постройки. Были обнаружены следы поселения готских федератов VI века. Также обнаружены орудия труда, ювелирные инструменты, украшения, элементы костюма и керамики. В двух крепостях обнаружено и большое количество золотых монет, которыми платили жалованье федератам. Последние по времени монеты относятся к правлению Тиберия II (582–602).
Крепость Садовско кале имеет сильно вытянутую прямоугольную форму и занимает площадь около 2 гектаров. Она неприступна с трех сторон из-за естественной защиты скал, а с с юго-запада была построена двойная крепостная стена. Внутренняя крепостная стена ограничивает территорию размером приблизительно 80×20 м и повторяет линию скального массива. Вход в южной части охраняется мощной пятиугольной башней с толщиной стен 2.7 м. С внутренней стороны крепостной стены пристроена цепь из 17 однокомнатных помещений с отдельными входами. Напротив них в центре крепости были построены изолированные небольшие однокомнатные постройки. Между внешней крепостной стеной (протейхизмой) и внутренней находится свободное не застроенное пространство. К настоящему времени крепостные стены Садовско Кале сохранились на высоту 2—3 м.